# Skala Ballinga

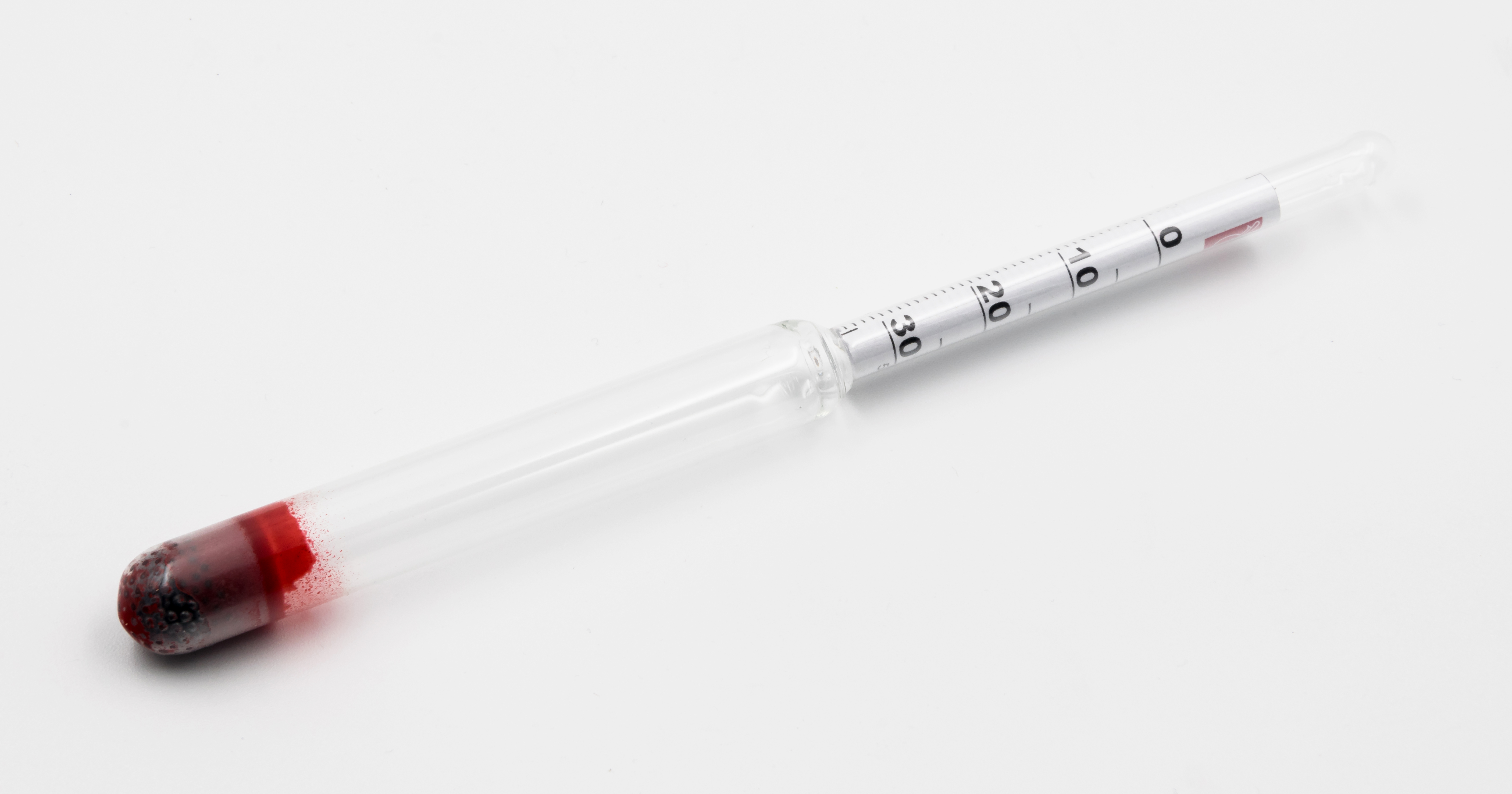
Cukromierz wyskalowany w jednostkach Blg

Skala Ballinga – skala obrazująca zawartość cukru w roztworze.
1 stopień Ballinga (skrót °Blg lub °B) odpowiada gęstość takiego roztworu cukru w temperaturze 20 °C, który zawiera 1% cukru (wagowo), czyli 10 g cukru na 1 kg roztworu. Skalę tę opracował w 1843 roku Karl Balling, niemiecki profesor chemii z Politechniki w Pradze.
Przelicznik:
{\displaystyle ^{\circ }Blg={\frac {(G-1)\cdot 266}{G}}}
gdzie G – gęstość roztworu cukru.
W skali Ballinga wyskalowane są areometry Ballinga. W piwowarstwie stosuje się stopnie Ballinga do określenia gęstości brzeczki (ekstraktu), z której powstało piwo.
Skala Ballinga została udokładniona przez Adolfa Brixa, a następnie przez Fritza Plato. Skala Ballinga, skala Brixa (°Bx) i skala Plato (°P) są jednak bardzo zbliżone i różnią się dopiero na 5 i 6 miejscu dziesiętnym wyliczonej gęstości.